# Мирослав Мирко Јовановић
Мирослав Мирко Јовановић (Београд, 1924 — Београд, 2003) био је српски архитекта и значајан представник београдске стамбене архитектуре друге половине 20. века. Био је рођени брат сликарке Љубинке Јовановић и супруг архитекте Данице Дане Милосављевић.

## Биографија
После студија сликарства (1942—44) на Академији ликовних уметности, уписује се на тадашњи Архитектонски одсек Техничког факултета у Београду. По завршетку студија 1951, краће време је запослен у »Машинопројекту«, да би 1953. наставио архитектонску праксу у Паризу. По повратку у земљу 1958. поново службује у »Машинопројекту«, а од 1968. до пензионисања у Заводу за изградњу града Београда.
Добитник је Октобарске награде града Београда (1972), Велике награде за архитектуру САС-а (1985) и других признања. Бавио се пројектовањем индустријских и јавних грађевина, стамбеном и ентеријерном архитектуром, а на почетку свог рада и филмском сценографијом. У време њеног оснивања 1995. био је члан Савета Академије архитектуре Србије.

## Изведени објекти
Најзначајнији изведени објекти архитекте Јовановића су:
- Дом београдских уметника у Париској улици 14, Београд, 1956-1960.
- Стамбени објекат у Светогорској улици 20, Београд, 1963.
- Стамбено насеље за потребе Београдског универзитета на Кошутњаку, Београд, 1969-1971.
- Вишепородична стамбена интерполација на Врачару, Београд, 1970-1978.